# Khan Saen Sokh
Khan Saen Sokh är ett distrikt i Kambodja.   Det ligger i provinsen Phnom Penh, i den södra delen av landet, 8 km nordväst om huvudstaden Phnom Penh. Antalet invånare är 147 967.